# Institut de recherche technologique
Pour les articles homonymes, voir IRT.
En France, le gouvernement définit les Instituts de recherche technologique (IRT) comme des instituts thématiques interdisciplinaires rassemblant les compétences de l’industrie et de la recherche publique dans une logique de co-investissement public-privé et de collaboration étroite entre tous les acteurs, qui doivent permettre de renforcer les écosystèmes constitués par les pôles de compétitivité. Ils se détachent de ces derniers en travaillant sur des projets plus pointus et plus prospectifs.
Leur finalité première est le développement industriel et/ ou de services par le regroupement et le renforcement des capacités de recherche publiques et privées. Un IRT pilote des programmes de recherche couplée à des plates-formes technologiques, effectue des travaux de R&D expérimental et veille à la valorisation économique de ses travaux. Les IRT doivent permettre d'assurer la visibilité internationale de thèmes d'excellence et de se placer sur de nouveaux marchés.
Les 8 Instituts de recherche technologique (IRT) lauréats de l'appel à projets du Grand emprunt ont été annoncés le 10 mai 2011. Il s'agit de :
- l'Institut Nanoelec adossé au pôle de compétitivité Minalogic (Rhône Alpes) consacré à la nanoélectronique.
- l'Institut M2P (Matériaux, Métallurgie et Procédés) et adossé au pôle de compétitivité Materalia (Lorraine), consacré aux matériaux, procédés et  métallurgie.
- l'Institut Bioaster adossé au pôle de compétitivité Lyonbiopole (Rhône Alpes), consacré à l'infectiologie et à la microbiologie.
- l'Institut Saint-Exupéry[3] adossé au pôle de compétitivité Aerospace Valley (Midi-Pyrénées, Aquitaine), consacré à l'aéronautique, l'espace et les systèmes embarqués.
- l'Institut Railenium adossé au pôle de compétitivité i-Trans (Université de Lille), consacré aux infrastructures ferroviaires.
- l'Institut Jules Verne[4] adossé au pôle de compétitivité EMC2 (Pays de la Loire), consacré aux technologies avancées de production pour les structures composites, métalliques et structures hybrides.
- l'Institut b<>com adossé au pôle de compétitivité Images-et-Réseaux (Bretagne), consacré aux images et aux technologies du numérique.
- l'Institut SystemX adossé au pôle de compétitivité Systematic Paris-Region (Ile-de-France), consacré à l'ingénierie numérique des systèmes du futur.

En mars 2015, les huit IRT français  se sont réunis au sein de l'association  French Institutes of Technology (FIT), qui a pour mission de renforcer l'attractivité du modèle des IRT, accélérateurs du développement et du transfert technologique, tant sur le plan national qu'international. 

## Soupçons de fraude fiscale
Le Canard enchaîné a publié dans son édition du 2 janvier 2019 , un article intitulé « Des recherches privées au frais de l’État » relatif à de possibles moyens utilisés par des sociétés françaises « pour mener d’ambitieuses recherches scientifiques… grâce aux fonds publics » et qui s’appuieraient à cette fin sur les Instituts de recherche technologique. SystemX est pris comme exemple pour illustrer le propos. Sont évoqués notamment : l’utilisation du CIR par les entreprises partenaires de l’IRT SystemX, le mécanisme de mise à disposition de personnels, le nombre de départs de collaborateurs ou encore la modification du nom des contrats de recherche.